# Sclafani Bagni
Sclafani Bagni (tiếng Sicilia: Sclàfani Bagni) là một đô thị (comune) trong tỉnh Palermo, vùng Sicilia, Ý. Đô thị này có cự ly 50 km về phía đông nam Palermo. Đô thị Sclafani Bagni có diện tích 136,8 km2, dân số theo điều tra năm của Cục thống kê quốc gia Ý là 506 người. Sclafani Bagni giáp các đô thị sau: Alia, Aliminusa, Caccamo, Caltavuturo, Castronovo di Sicilia, Cerda, Montemaggiore Belsito, Polizzi Generosa, Scillato, Valledolmo, Vallelunga Pratameno.